# Franco Semioli
Franco Semioli (ur. 20 czerwca 1980 w Cirié) – włoski piłkarz, występował na pozycji prawego pomocnika, po zakończeniu kariery zawodniczej trener piłkarski.

## Kariera klubowa
Franco Semioli zawodową karierę rozpoczynał w Torino Calcio. Barwy tej drużyny reprezentował od 1998 do 2003 roku. Przez cały ten czas nie potrafił przebić się do pierwszego składu, w efekcie czego na boisku pojawiał się bardzo rzadko. Podczas całego pobytu w Torino udało mu się rozegrać tam tylko 22 mecze. W międzyczasie był wypożyczany do innych włoskich zespołów – Salernitany Calcio, Ternany Calcio oraz Vicenzy Calcio. Dla tych klubów łącznie wystąpił w 68 spotkaniach i zdobył trzy gole.
W sezonie 2003/2004 Semioli trafił do Chievo Werona. Już na początku pobytu w tym zespole Semioli wywalczył sobie miejsce w podstawowej jedenastce i nie oddał go aż do 2007 roku, kiedy to opuścił tę włoską ekipę. Za nim to jednak nastąpiło, dla Chievo rozegrał aż 101 spotkań. Franco był jednym z najlepszych piłkarzy Chievo podczas bardzo udanego dla tego klubu sezonu 2005/2006, kiedy to klub z Werony był o krok od wywalczenie awansu do Pucharu UEFA i nadspodziewanie dobrze radził sobie w rozgrywkach Serie A.
W lipcu 2007 roku ten występujący najczęściej na pozycji prawego skrzydłowego piłkarz podpisał czteroletni kontrakt z Fiorentiną. „Viola” zapłaciła za niego ponad sześć milionów euro. W sezonach 2007/2008 i 2008/2009 rozegrał po 21 ligowych pojedynków, po czym 23 sierpnia 2009 roku za 4,5 miliona euro odszedł do Sampdorii.

## Kariera reprezentacyjna
W reprezentacji Włoch Semioli zadebiutował 16 sierpnia 2006 roku w przegranym 0:2 meczu przeciwko Chorwacji. W późniejszym czasie sporadycznie dostawał powołania do kadry. Znalazł się w gronie zawodników, którzy pojechali na ostatni, decydujący mecz eliminacji do Mistrzostw Europy 2008, w którym Włosi o awans do Euro zmierzyli się ze Szkotami. „Squadra Azzura” spotkanie to ostatecznie wygrała, jednak piłkarz Fiorentiny na boisku się nie pojawił. Wcześniej Semioli występował w młodzieżowych zespołach swojego kraju.